# راینر ناختیگال
راینر ناختیگال (به آلمانی: Rainer Nachtigall) بازیکن فوتبال و مهاجم اهل آلمان شرقی بود که از سال ۱۹۶۰ میلادی عضو تیم ملی فوتبال آلمان شرقی بوده‌است. وی در ۱۱ بازی ملی حضور داشته و در بازی‌های ملی‌اش ۲ گل به ثمر رساند. راینر ناختیگال آخرین بازی ملی خود را در سال ۱۹۶۵ میلادی انجام داد.